# 深海平原
深海平原（英语：Abyssal plain）是大洋深处平缓的海床，是地球上最平坦和最少被开发的地段。它们通常位于3000至6000米的深处，位于大陆架和大洋中脊之间，延展数百公里宽。它们的起伏通常很小，每公里相差10~100厘米。深海平原大约覆盖了地球面积的50%或以上，在太平洋分布最多。
深海平原的形成主要经由地层深处的硅镁带被上涌的地幔所带上地面，进而在大洋中脊形成新的海洋地壳。这些新的地壳由玄武岩组成而起伏不平。随后逐渐被大量的沉积物所覆盖，其中大陆坡上粗粒沉淀的滑塌所造成的濁積流可能通过海谷抵达深海并沉积为下粗上细的砂层，含有陆地上的黏土颗粒以及浮游生物的残骸（如多孔虫）。此外还有持续的海洋生物沉淀所形成的均匀沉积层。它们形成互层，累计成平均1公里厚的深海平原沉积。在某些深海平原区域富藏的锰结核是锰、铁、镍、钴、铜等金属的富结体，可能是未来矿产的潜在来源。

## 參看
- 無光層 - 深海層

## 外部連結
- Monterey Bay Aquarium Research Institute. . ScienceDaily. 3 November 2009  [18 June 2010]. （原始内容存档于2020-11-09）.